# Diplocephalus marijae
Espèce
Diplocephalus marijae est une espèce d'araignées aranéomorphes de la famille des Linyphiidae.

## Distribution
Cette espèce  se rencontre au Portugal, en Espagne et au Maroc.

## Description
Les mâles mesurent de 1,8 à 2,0 mm et les femelles de 1,7 à 2,2 mm.

## Étymologie
Cette espèce est nommée en l'honneur de Marij Decleer.

## Publication originale
- Bosmans, Cardoso & Crespo, 2010 : A review of the linyphiid spiders of Portugal, with the description of six new species (Araneae: Linyphiidae). Zootaxa, no 2473, p. 1-67.